# Pfeilwurzgewächse
Die Pfeilwurzgewächse (Marantaceae) sind eine Pflanzenfamilie in der Ordnung der Ingwerartigen (Zingiberales). Die Familie enthält etwa 31 Gattungen mit etwa 525 bis 550 Arten. Einige Arten sind beliebte tropische Zierpflanzen, auch Zimmerpflanzen, dabei sind einige Arten sehr robust und schattentolerant.

## Beschreibung

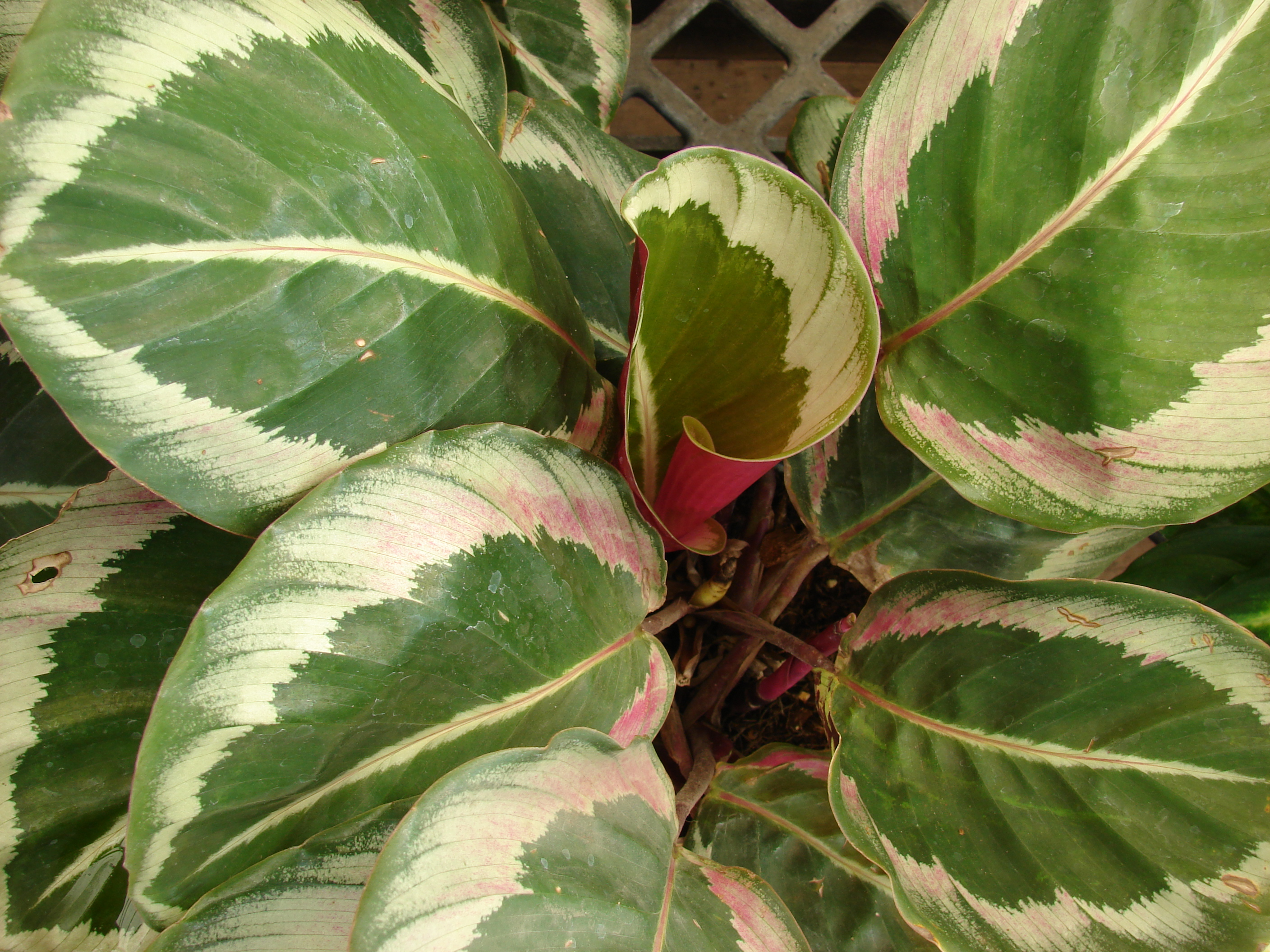
Calathea roseopicta: Anfangs sind die Laubblätter vieler Marantaceae tütenartig eingerollt.

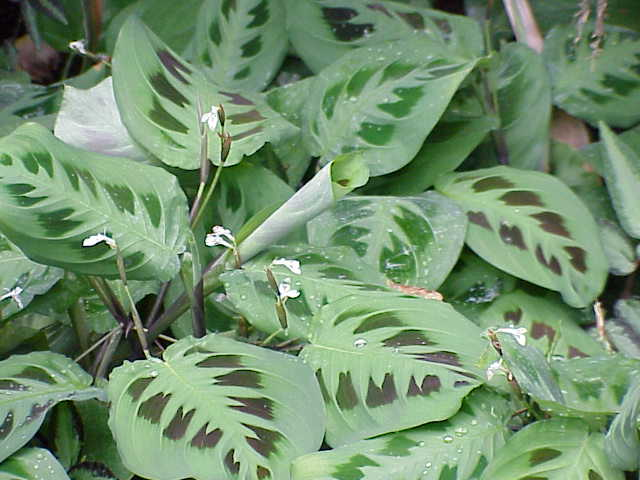
Pfeilwurz (Maranta leuconeura),
eine der vielen Arten mit dekorativen Blättern und relativ unscheinbaren Blüten

### Habitus und Laubblätter
Es sind ausdauernde krautige Pflanzen, in ganz unterschiedlichen Größen und Wuchsformen. Sie bilden oft Rhizome. Viele der Arten gedeihen im schattigen Regenwald-Unterwuchs. Einige Arten sind Kletterpflanzen, andere Hängepflanzen oder Bodendecker. Die Stängel sind einfach oder verzweigt. Oft sind Pflanzenteile behaart.
Die wechselständig und grundständig oder am Stängel verteilt mehr oder weniger zweizeilig angeordneten Laubblätter sind in Blattscheide, Blattstiel und Blattspreite gegliedert. Selten fehlt ein Blattstiel. Die offenen Blattscheiden überlappen sich oft und stützen den Stängel. Ligulae fehlen (Unterscheidungsmerkmal der Familien innerhalb der Ordnung). Charakteristisch für die Familie der Marantaceae ist der Pulvinus (Plural: Pulvini), das ist eine verdickte Stelle im unteren Teil der Blattes, die Bewegungen bewirken kann. Hier sind zwischen den Blattstielen und dem Spreitenansatz Gelenkpolster, um die Blattspreite während des Tagesverlaufes immer zum Licht auszurichten. Spezialisierte Zellen kontrollieren die Blattbewegung. Die Pulvini unterscheiden sich oft in Form und Farbe vom Blattstiel. Die einfachen, glattrandigen Blattspreiten sind anfangs eingerollt wie eine Tüte, bevor sie sich entfalten. Etwa 20 % der Arten besitzen dekorativ gemusterte Blattspreiten. Die Blattspreiten besitzen eine prominente Mittelrippe mit einem Ast aus Luftkanälen und nur fast dazu parallele, sondern sigmoide, also leicht s-förmige Seitennerven, die durch Seitennerven zweiter Ordnung netzartig verbunden sind.

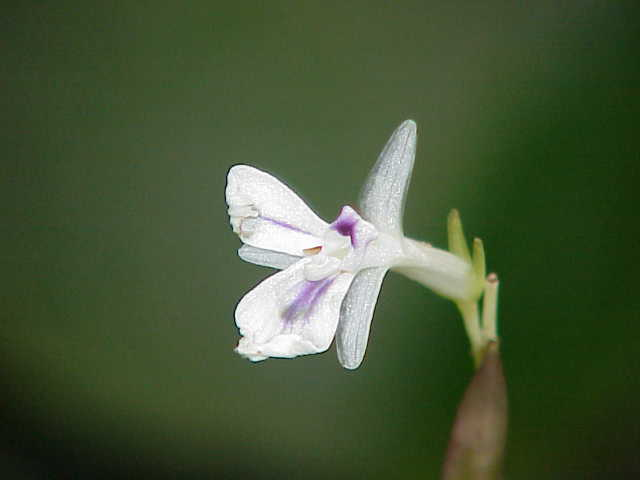
Blüte von Maranta leuconeura

### Blütenstände und Blüten
Je oberirdischem Stängel werden ein oder mehrere Blütenstände gebildet, sie können end- oder seitenständig sein; selten entspringen die Blütenstände direkt aus dem Rhizom. Es ist ein mehr oder weniger langer Blütenstandsschaft vorhanden. Die zusammengesetzten, kopf- bis ährenähnlichen Gesamtblütenstände enthalten zwei bis viele Teilblütenstände; meist jeweils zwei Blüten (bei Monotagma und Monophrynium stehen die Blüten einzeln) sind zu Teilblütenständen zusammengefasst und jeweils über einem Tragblatt. Die beiden obersten Blüten eines Teilblütenstandes sind zueinander enantiomorph, sind also Spiegelbilder. Die Tragblätter sind bei einigen Arten intensiv gefärbt und dekorativ.
Die zwittrigen Blüten sind asymmetrisch und dreizählig. Die Blütenhüllblätter sind in Kelch- und Kronblätter gegliedert. Die drei Kelchblätter sind meist frei oder selten (Megaphyrnium) an ihrer Basis verwachsen. Die drei Kronblätter sind mit den Staminodien und dem Griffel an ihrer Basis röhrig verwachsen. Es sind ursprünglich zwei Kreise mit je drei Staubblättern vorhanden. Alle drei des äußeren Kreises und die zwei seitlichen des inneren Kreises sind zu Staminodien reduziert. Eines der Staminodien des inneren Kreises ist fleischig und schwielig, das andere ist kapuzenförmig; sie besitzen mittig bis fast am Ende einen, bei Thalia zwei finger- oder klappenförmige Anhängsel. Ein Teil der äußeren Staminodien kann fehlen, aber meist sind sie kronblattförmig verbreitert. Nur ein Staubblatt des inneren Kreises ist fertil mit einem Staubbeutel mit jeweils nur einer bisporangiaten Theka. Es erfolgt sekundäre Pollenpräsentation, das heißt, der Pollen wird am Griffel deponiert und von dort durch ein explosionsartiges Einrollen des Griffels an den Bestäubern angeheftet, wobei gleichzeitig Pollen vom Bestäuber übernommen wird. Wird der Mechanismus von nichtbestäubenden Besuchern ausgelöst, fällt die Blüte ab. Drei Fruchtblätter sind zu einem unterständigen Fruchtknoten verwachsen. Selten jede der drei, meist nur eine der Fruchtknotenkammern enthält nur eine Samenanlage. Der Griffel, einschließlich der napfförmigen Narbe, ist nicht vom Staubfaden des fertilen Staubblattes eingehüllt, sondern vom kapuzenförmigen Staminodium (Unterscheidung zu anderen Familien der Ordnung).
Es sind Septalnektarien an der Spitze des Fruchtknotens vorhanden. Die Bestäubung erfolgt durch Insekten (Entomophilie). Der Bestäubungsmechanismus ist stark spezialisiert. Der Griffel wird durch die Staminodien in Spannung gehalten, bis diese sich durch Berührung des Bestäubers bewegen, und dann wird der Pollen explosiv weggeschleudert.

### Früchte und Samen
Die meist fleischigen, selten trockenen Kapselfrüchte, Beeren oder Nussfrüchte enthalten meist nur einen, selten bis zu drei Samen. Auf den Früchten sind oft noch die Kelchblätter erkennbar.
Die Samen enthalten Stärke und besitzen meist einen Arillus. Es ist reichlich Perisperm vorhanden. Endosperm ist wenig vorhanden oder fehlt. Der Embryo ist gekrümmt. In der Testa sind Phytomelane, die die Samenoberfläche schwarz färben. Obwohl es nicht sehr viele Beobachtungen gibt, ist anzunehmen, dass die meisten Arten durch Ameisen verbreitet werden, besitzen doch die überwiegende Zahl der Arten einen Arillus (Myrmecochorie). Die nussartigen Früchte von Thalia werden durch Wasser verbreitet.

### Chromosomenzahlen und Inhaltsstoffe
Die Chromosomenzahlen betragen n = 4–14 oder manchmal mehr.
Calciumoxalat-Kristalle werden in Pflanzenteilen eingelagert, aber nicht in Form von Raphiden (Unterschied zu anderen Familien der Ordnung). Es wird Silikat akkumuliert. Stärke wird in den Samen und manchmal in den Rhizomen eingelagert. Thaumatin, das im Arillus enthalten ist, ist etwa 1600-mal süßer als Saccharose.

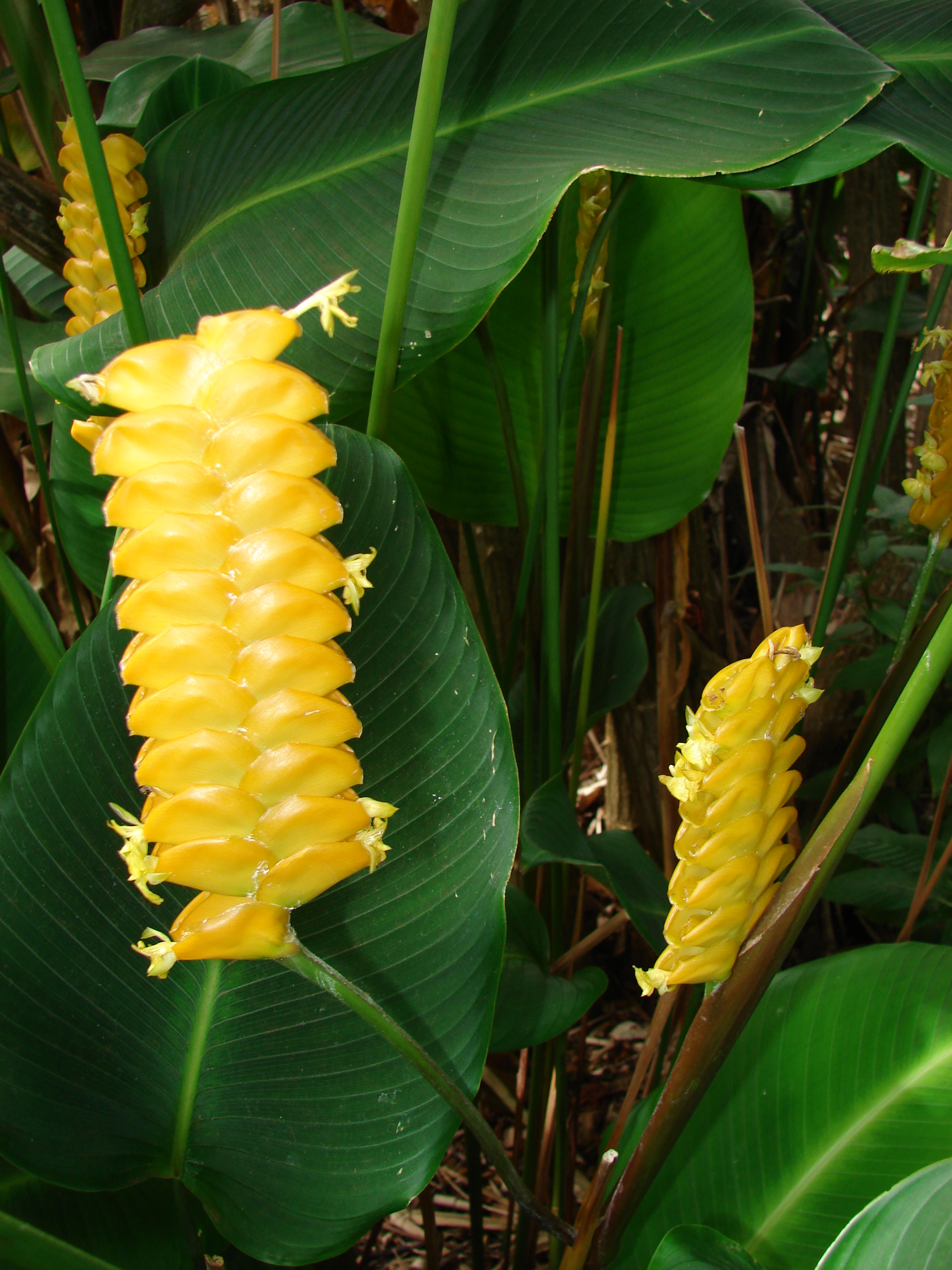
Habitus und Blütenstand von Calathea crotalifera

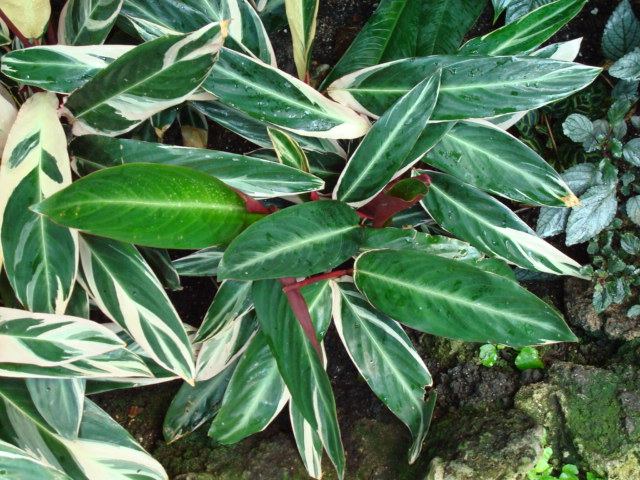
Ctenanthe oppenheimiana

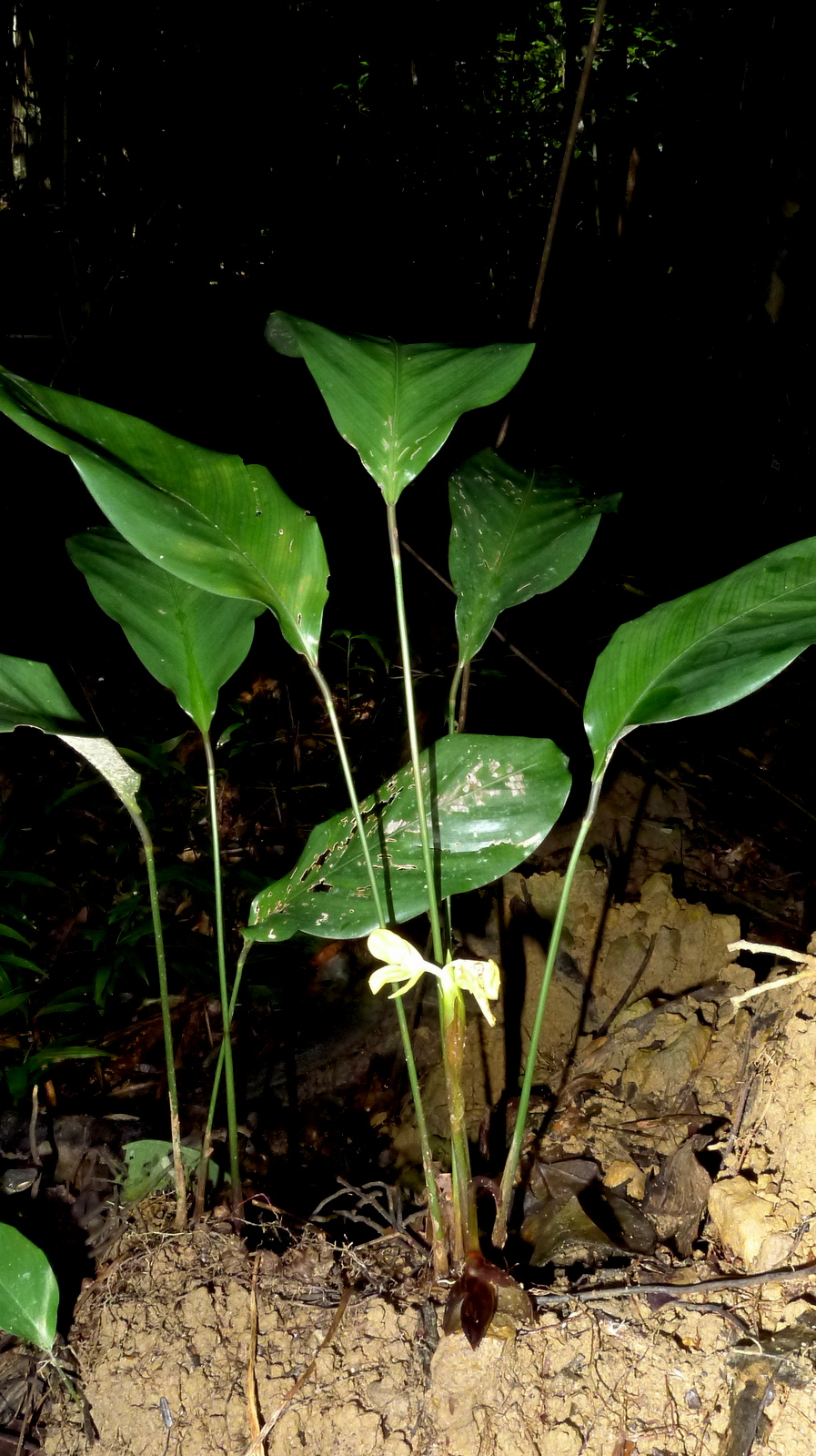
Goeppertia brasiliensis

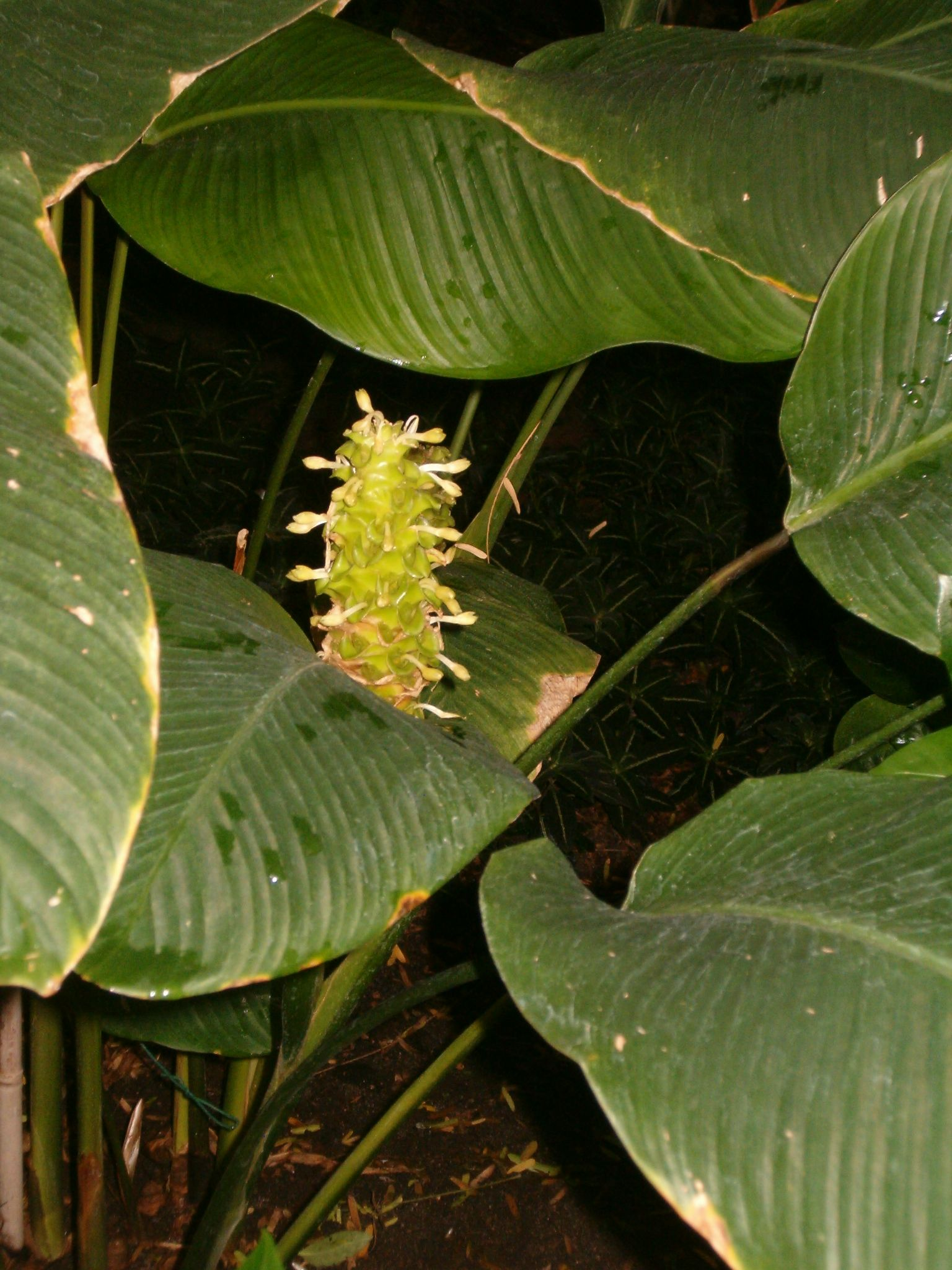
Habitus und Blütenstand von Goeppertia cylindrica

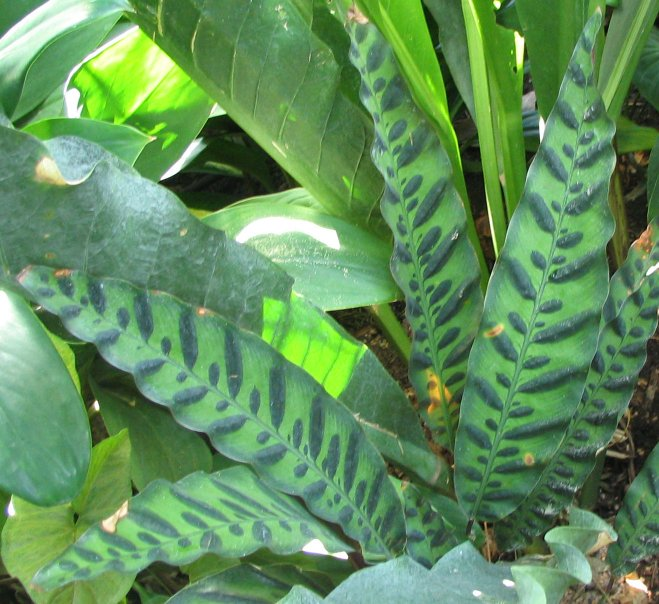
Goeppertia insignis (Syn.: Calathea lancifolia)

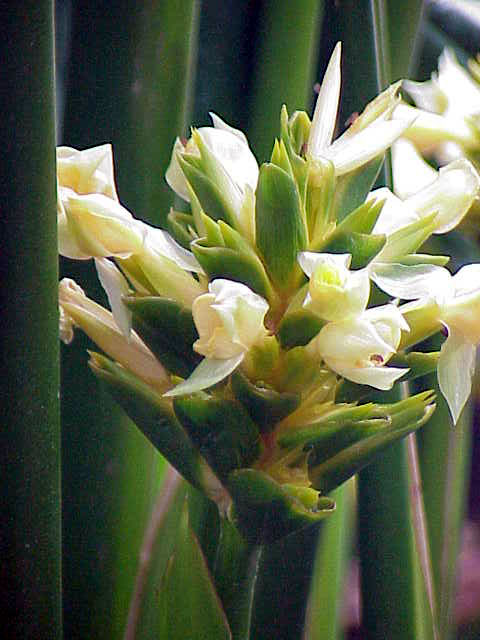
Blütenstand von Goeppertia majestica (Syn.: Calathea princeps)

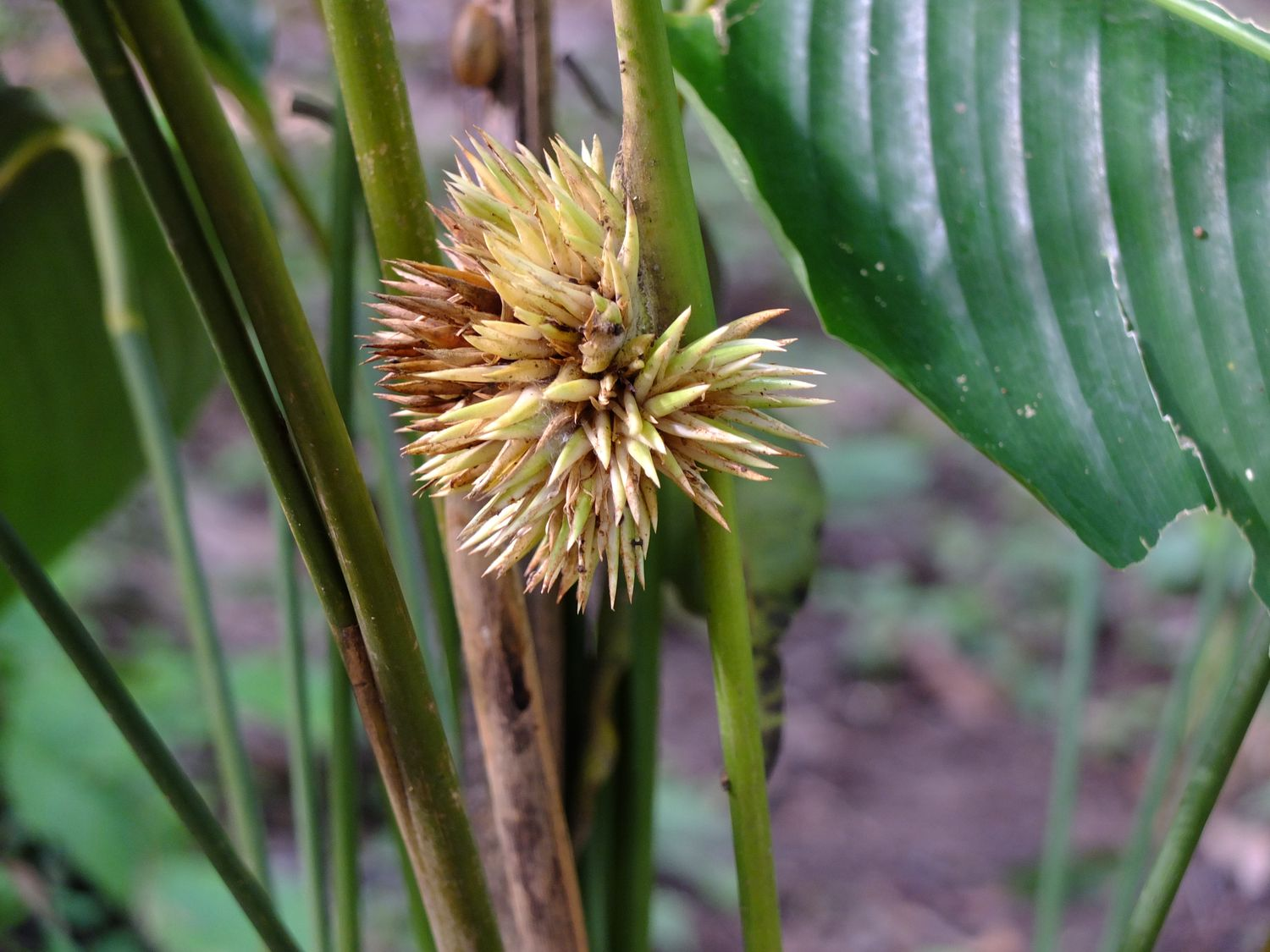
Phrynium pubinerve

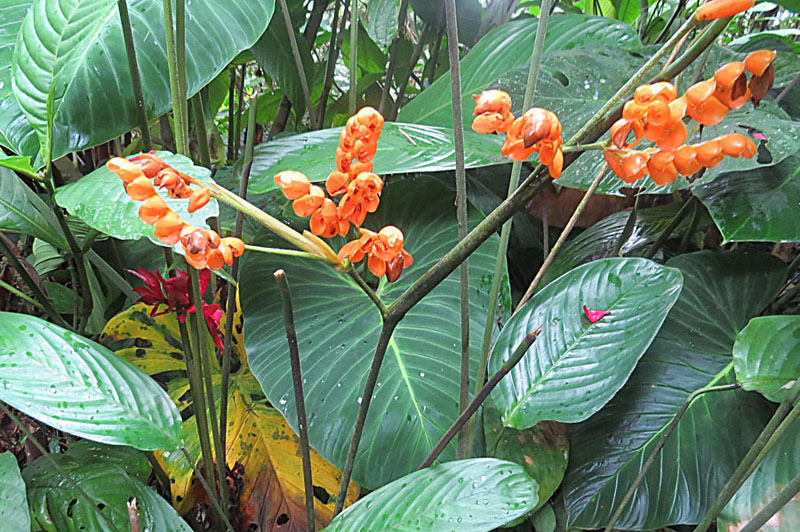
Stromanthe stromanthoides

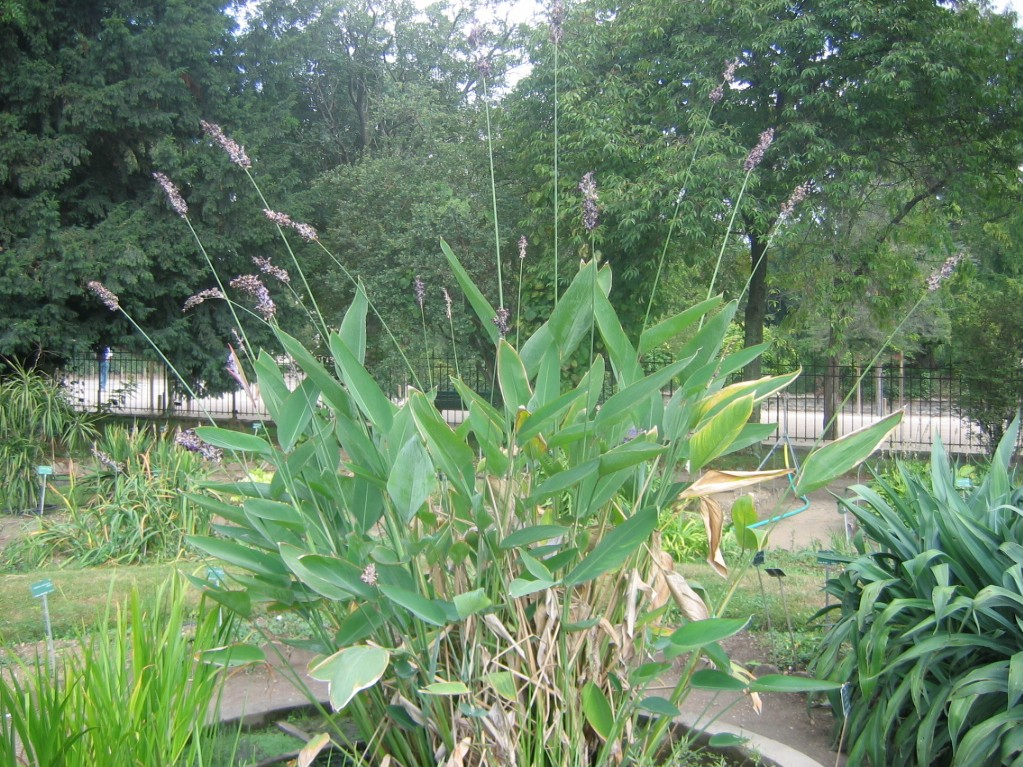
Thalia dealbata

## Systematik und Verbreitung
Der Familienname Marantaceae wurde zweimal veröffentlicht: 1814 von Robert Brown und 1888 von Petersen. Der botanische Name der Typusgattung Maranta ehrt den italienischen Botaniker des 18. Jahrhunderts Bartolomeo Maranta.
Sie sind in den ganzen Tropen verbreitet, außer in Australien. Je etwa die Hälfte der Arten gedeiht in der Neotropis und Paläotropis.
Der Ausgangspunkt der Evolution der Familie ist wahrscheinlich Afrika. Fossilienfunde der Familie gibt es ab dem Eozän.
Innerhalb der Ordnung der Zingiberales sind die Marantaceae am engsten mit den neotropischen Cannaceae verwandt, zu denen die Taxa auch früher gestellt wurden. Karl Heinrich Koch erkannte 1857, dass die Marantaceae eine eigenständige Familie sind. Beispielsweise ist die Blattnervatur und die sekundäre Pollenpräsentation bei beiden Familien gleich.
Die Abgrenzung der Gattungen ist schwierig und so wurden Arten von der einen zur anderen Gattung verschoben. Dies bedingt eine Vielzahl von Synonymen. Die Familie enthält etwa 30 bis 31 Gattungen mit etwa (400 bis) 525 bis 550 Arten:
- Afrocalathea K.Schum.: Sie enthält nur eine Art:
  - Afrocalathea rhizantha K.Schum: Die Heimat ist das Gebiet zwischen dem südlichen Nigeria und dem westlichen tropischen Zentralafrika.[6]
- Ataenidia Gagnep.: Sie enthält nur eine Art:
  - Ataenidia conferta (Benth.) Milne-Redh.: Die Verbreitung reicht von gesamten Westafrika bis zur Zentralafrikanischen Republik, Sudan und Uganda. Sie wird von R. Govaerts als Marantochloa conferta (Benth.) A.C.Ley in die Gattung Marantochloa gestellt.[6]
- Korbmaranten (Calathea G.Mey.): Inklusive Thymocarpus Nicolson et al. mit etwa 300 Arten ist es die artenreichste Gattung der Familie. Die Arten gedeihen in der feuchten Neotropis.
- Cominsia Hemsl.: Mit etwa drei Arten auf den Molukken, Neuguinea und den Salomonen. Die Arten werden bei R. Govaerts zur Gattung Phrynium Willd. gestellt.[6]
- Ctenanthe Eichler: Die etwa 15 Arten gedeihen in der feuchten Neotropis, besonders im südöstlichen Brasilien.
- Donax Lour.: Das weite Verbreitungsgebiet der etwa ein bis drei Arten reicht in Südostasien vom östlichen Indien ostwärts bis zu den Neuen Hebriden und über China nordwärts bis Orchid Island, das zu Taiwan gehört.[1]
- Goeppertia Nees: Mit etwa 241 Arten nach R. Govaerts ist sie wohl die größte Gattung der Familie.[6] Sie kommen in Mexiko und im tropischen Amerika vor.[6]
- Halopegia K.Schum.: Die drei oder vier Arten kommen in Westafrika, im Kongobecken, in Madagaskar und in Südostasien vor.[6]
- Haumania J.Léonard: Die zwei bis fünf Arten kommen in tropischen Afrika, in Japan und in Neuguinea vor.[6]
- Hylaeanthe A.M.E.Jonker & Jonker: Die fünf oder sechs Arten gedeihen in der feuchten Neotropis.[6]
- Hypselodelphys (K.Schum.) Milne-Redh.: Es ist vielleicht eine Untergattung von Trachyphrynium. Die etwa acht Arten kommen im tropischen Afrika vor.[6]
- Indianthus Suksathan & Borchs.: Sie umfasst nur eine Art:
  - Indianthus virgatus (Roxb.) Suksathan & Borchs. (Syn.: Phrynium virgatum Roxb.): Sie kommt im südlichen Indien, in Sri Lanka und auf den Andamanen vor.[6]
- Ischnosiphon Körn.: Die etwa 36 Arten sind in Mittel- und Südamerika verbreitet.[6]
- Koernickanthe L.Andersson: Sie enthält nur eine Art:
  - Koernickanthe orbiculata (Körn.) L.Andersson.: Die Heimat ist das südliche Brasilien und das östliche Amazonasbecken.[7][6]
- Pfeilwurz (Maranta L.): Die etwa 42 Arten gedeihen in der feuchten Neotropis. Besonders in dieser Gattung gibt es eine große Zahl Synonyme und die gärtnerischen Bezeichnungen sind vielfältig.
- Marantochloa Brongn. ex Gris: Das Verbreitungsgebiet der 15 bis 20 Arten reicht von Westafrika, dem Kongobecken, Sudan, Uganda, Tansania, über Réunion bis zu den Komoren.[6]
- Megaphrynium Milne-Redh.: Das Verbreitungsgebiet der vier oder fünf Arten reicht von Westafrika über das Kongobecken und Sudan bis Uganda.[6]
- Monophrynium K.Schum.: Die etwa drei Arten kommen auf den Philippinen vor. Sie werden von R. Govaerts zu Phrynium  gestellt.[6]
- Monophyllanthe K.Schum.: Die nur zwei Arten kommen in den Guyanas, in Kolumbien und in nördlichen Brasilien vor.[6]
- Monotagma K.Schum.: Die etwa 39 Arten sind in feuchten Gebieten Südamerikas und Mittelamerikas weitverbreitet.[6]
- Myrosma L. f.: Sie umfasst nur eine Art:
  - Myrosma cannifolia L. f.: Sie kommt von St. Vincent bis ins tropische Südamerika vor.[6]
- Phacelophrynium K.Schum.: Die etwa sechs Arten kommen in Thailand und in der phytogeografischen Region Malesien ohne Neuguinea vor. Sie werden von R. Govaerts zur Gattung Phrynium gestellt.[6]
- Phrynium Willd.: Die etwa 20–38 Arten kommen vom südlichen Chinas bis ins tropische Asien und zu den Inseln des südwestlichen Pazifik vor.[6]
- Pleiostachya K.Schum.: Die drei oder vier Arten sind von Zentralamerika über das Pazifische Tiefland Südamerikas bis Ecuador verbreitet.[6]
- Sanblasia L.Andersson: Sie enthält nur eine Art:
  - Sanblasia dressleri L.Andersson: Die Heimat ist Panama.[6]
- Saranthe (Regel & Körn.) Eichler: Es gibt etwa zehn Arten im östlichen und südlichen Brasilien und Paraguay.[6]
- Sarcophrynium K.Schum.: Die etwa sechs Arten kommen vom tropischen Westafrika bis Uganda vor.[6]
- Schumannianthus Gagnep.: Die nur zwei Arten kommen von östlichen Himalaja bis zu den Philippinen vor.[6]
- Stachyphrynium K.Schum.: Die etwa zehn Arten kommen in Indien, Sri Lanka bis China und dem westlichen Malesien vor.[6]
- Stromanthe Sond.: Das Gesamtverbreitungsgebiet der etwa 20 Arten ist die feuchte Neotropis, aber Zentren den Artenvielfalt sind Zentralamerika und das südöstliche Brasilien.[6]
- Thalia L.: Die etwa sechs Arten besitzen ihr Hauptverbreitungsgebiet in saisonal feuchten Gebieten Südamerikas. Das gesamte Verbreitungsgebiet der Gattung reicht aber von den Vereinigten Staaten bis Südamerika und umfasst auch das tropische Afrika.[6] Von Thalia geniculata L. gibt es großflächige Populationen in Afrika, die vielleicht eine eigene Art darstellen.
- Thaumatococcus Benth.: Sie enthält nur zwei Arten:
  - Katamfe (Thaumatococcus daniellii (Benn.) Benth. ex Eichler): Sie kommt in zwei Varietäten von Westafrika bis zum Kongobecken vor.[6]
  - Thaumatococcus flavus A.C.Ley: Sie kommt in Gabun vor.[6]
- Trachyphrynium Benth.: Es gibt nur eine Art:
  - Trachyphrynium braunianum (K.Schum.) Milne Redh.: Die Heimat ist Westafrika, das Kongobecken, Sudan und Uganda.[6]

## Nutzung

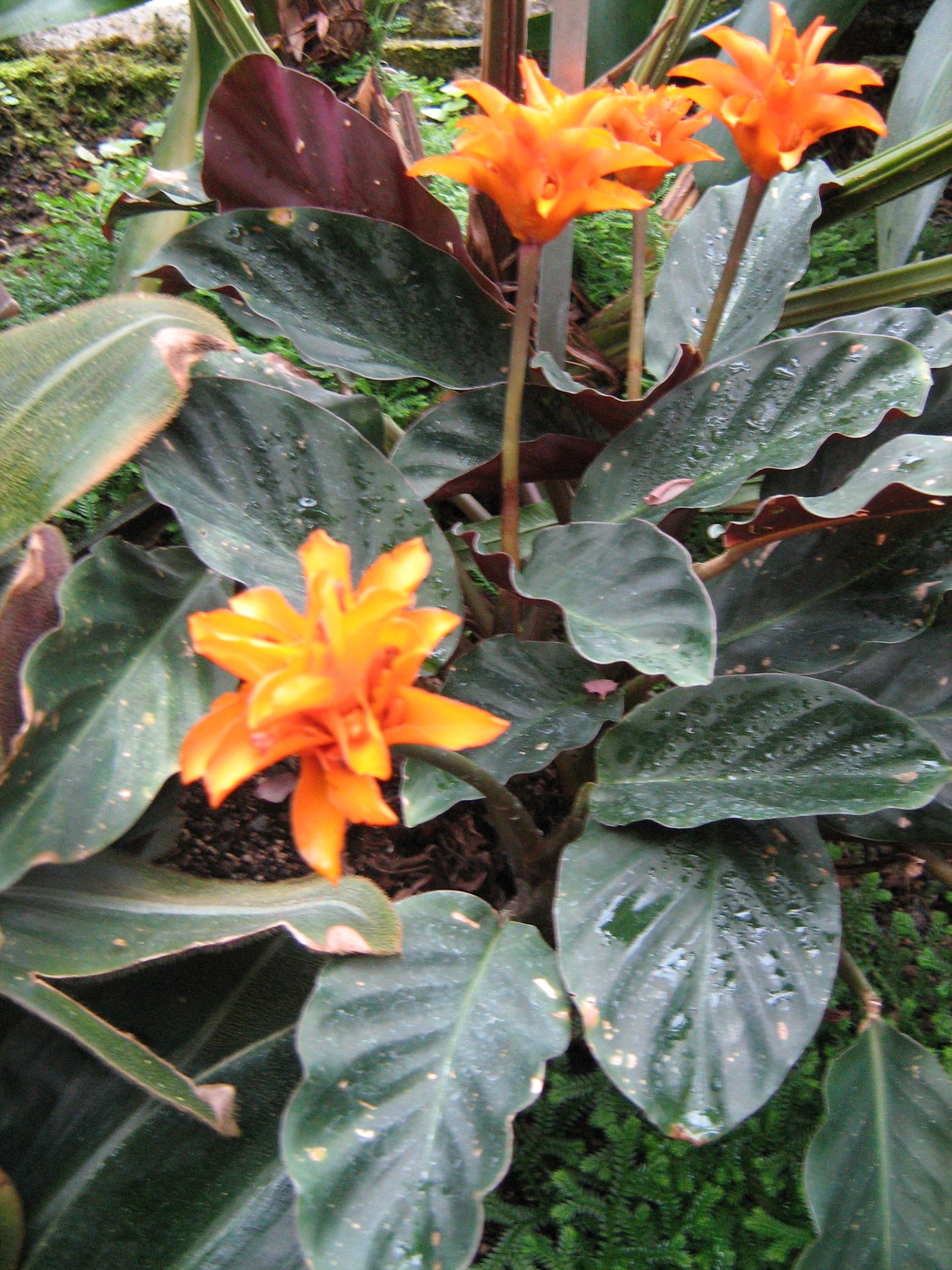
Ausleseformen von Calathea crocata gehören zu den wenigen Arten der Familie, die auf Grund ihrer dekorativen Blütenstände als Zierpflanzen kultiviert werden.

Aus der Katamfe (Thaumatococcus danielli) wird der Süßstoff Thaumatin gewonnen. Die wichtigste Nahrungspflanze der Familie ist Maranta arundinacea, die im gesamten Tropengürtel zur Gewinnung von „Pfeilwurzelmehl“ = „arrowroot starch“ angebaut wird.
Eine große Anzahl von Arten aus einigen Gattungen werden in vielen Sorten als Zierpflanzen in tropischen Parks und Gärten, aber auch als Zimmerpflanzen und Schnittgrün genutzt. Die Schattentoleranz besonders einiger Arten aus dem Unterwuchs tropischer Wälder ist von Vorteil, um sie als Zimmerpflanzen einzusetzen. Meist sind die bunten, sehr dekorativen Blätter der Grund, um sie als Zierpflanzen zu verwenden, selten sind es die Blütenstände. Ein geeigneter Standort als Zimmerpflanze ist hell oder halbschattig, bei direkter Sonneneinstrahlung verlieren die auffällig gemusterten Blätter ihre Farbe und verblassen, zudem kann die gesamte Pflanze eingehen. Wichtig ist es, die Klimabedingungen ihrer originären Herkunft annähernd herzustellen. Gewährleistet sein sollte eine hohe Luftfeuchte, bei manchen Arten bis 80 % und die Umgebungstemperatur sollte 18 Grad nicht unterschreiten. Die dekorativ gemusterten Blätter der Korbmarante wurden früher von den Ureinwohnern Brasiliens zur Herstellung von Körben verwandt. Daher ihr Name.